# Ringnekslang
De ringnekslang (Diadophis punctatus) is een middelgrote slang uit de familie toornslangachtigen (Colubridae) en de onderfamilie Dipsadinae.
De lichaamskleur is donkergrijs tot zwart. De meeste exemplaren hebben een opvallende, donker omzoomde gele tot oranje halsband achter de kop. Aan dit onderscheidende kenmerk is de Nederlandstalige naam te danken. De vorm en de kleur van deze band verschillen enigszins per ondersoort. Een andere karakteristiek is het patroon van de zwarte vlekjes op de buikschubben of het ontbreken ervan. Ook de lichaamskleur is kenmerkend: de bovenzijde is grijs en de buik is geel tot oranje. De onderzijde van de staart is vaak felrood. Een volwassen ringnekslang is klein tot middelgroot met een lichaamslengte van ongeveer 20–75 cm, afhankelijk van de ondersoort.
Het verspreidingsgebied bestaat uit delen van Noord-Amerika; Canada, Verenigde Staten en Mexico. De habitat bestaat uit vochtige gebieden tot drogere streken in de nabijheid van oppervlaktewater. De ringnekslang is een bodembewonende soort die nachtactief is. Overdag en gedurende delen van de zomer laat de slang zich zelden zien. Hij jaagt op hagedissen, amfibieën en ongewervelden; ook andere slangen worden gegeten.
De slang is niet in staat om grotere zoogdieren te bijten. De ringnekslang vertoont een passieve vorm van verdediging door de felle lichaamskleuren te tonen en kan beschouwd worden als volkomen ongevaarlijk voor de mens.

## Naamgeving
De ringnekslang werd voor het eerst wetenschappelijk beschreven door Carl Linnaeus in 1766. Oorspronkelijk werd de wetenschappelijke naam Coluber punctatus gebruikt, later werd de slang ook beschreven als Natrix punctatus en Homalosoma punctata. De geslachtsnaam Diadophis werd voor het eerst in 1853 gebruikt door Spencer Fullerton Baird en Charles Frédéric Girard.
De wetenschappelijke naam Diadophis punctatus is Latijn voor 'hoofdbandslang met vlekken'. De geslachtsnaam Diadophis is afgeleid van het Oudgriekse διάδημα diadema en staat voor 'haarband'. De toevoeging ὄφις ophis betekent 'slang'. De soortaanduiding punctatus staat in het Nederlands voor 'gevlekt', 'van punten voorzien'.
De triviale naam 'ringnekslang' slaat op de oranje band in de nek, die bij sommige exemplaren onderbroken is of ontbreekt. De in België en Nederland voorkomende ringslang (Natrix helvetica) heeft ook een dergelijke 'ring', maar is gemakkelijk te onderscheiden.

## Verspreiding en habitat

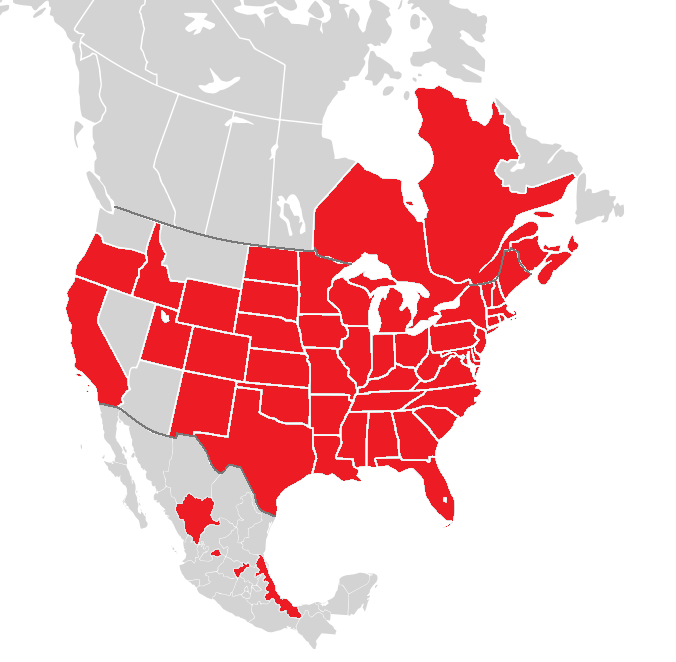
Verspreidingsgebied in het rood, alleen de staten en provincies per land zijn ingekleurd en niet het exacte verspreidingsgebied.

Het verspreidingsgebied beslaat grote delen van Noord-Amerika: Canada, de Verenigde Staten, Mexico en de Kaaimaneilanden. Op deze eilandengroep is de ringnekslang uitgezet, waarschijnlijk door de handel in planten, en komt hier van nature niet voor.
In Canada is de slang aangetroffen in de provincies New Brunswick, Nova Scotia, Ontario en Quebec. In Mexico komt de slang voor in de staten Aguascalientes, Durango, Queretaro en Veraqcruz.

### Verenigde Staten
In de Verenigde Staten komt de slang voor in ongeveer veertig staten: Alabama, Arkansas, Californië, Colorado, Connecticut, Florida, Georgia, Idaho, Illinois, Indiana, Iowa, Kansas, Kentucky, Louisiana, Maine, Maryland, Massachusetts, Michigan, Minnesota, Mississippi, Missouri, Nebraska, New Hampshire, New Jersey, New Mexico, New York, North Carolina, Ohio, Oklahoma, Oregon, Pennsylvania, Rhode Island, South Carolina, South Dakota, Tennessee, Texas, Utah, Vermont, Virginia, West Virginia en Wisconsin.

### Habitat
De natuurlijke habitat bestaat uit vochtige omgevingen. De slang komt ook voor in drogere streken en leeft dan meestal in de buurt van een waterbron. Voorbeelden zijn de oevers van rivieren en openingen tussen plantenwortels. De ringnekslang wordt daarnaast aangetroffen in moerassen, vochtige bossen en bosranden. Ook in het cultuurlandschap wordt de slang gevonden, zoals bijvoorbeeld in akkers en tuinen. Exemplaren die in drogere bergstreken leven, schuilen vaak in rotsspleten of onder stenen. In permanent droge streken, zoals woestijnen, ontbreekt de slang. Van de ringnekslang is bekend dat populaties geïsoleerd zijn geraakt van soortgenoten, doordat drogere gebieden zijn ontstaan.

### Bedreiging en bescherming
Hoewel de ringnekslang zelden wordt gezien, gaat het voor zover bekend om een van de meest algemeen voorkomende slangen. In de Amerikaanse staat Kansas werden na tellingen 719 tot 1849 exemplaren per hectare gevonden, wat een zeer hoog aantal is in vergelijking met andere slangensoorten. De ringnekslang maakt ook gebruik van afval om onder te schuilen dat door de mens wordt achtergelaten in de natuur, zoals autobanden en plastic. De slang prefereert een omgevingstemperatuur van 27–29 °C.
Door de internationale natuurbeschermingsorganisatie IUCN is de beschermingsstatus 'veilig' toegewezen (Least Concern of LC).

## Uiterlijke kenmerken

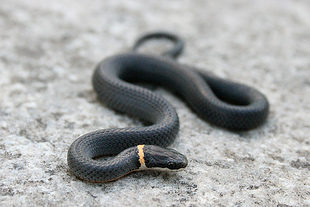
Ondersoort Diadophis punctatus edwardsii.

De ringnekslang heeft aan de bovenzijde van het lichaam een onopvallende grijze kleur, maar een oranje tot gele buikzijde en een felrode onderzijde van de staart. De ringnekslang kent dertien variaties die bekendstaan als ondersoorten. Alle ondersoorten zien er ongeveer hetzelfde uit, maar verschillen in details. Zo wijkt de lichaamslengte af, is de buik soms lichter tot geel gekleurd en de tekening op de buik verschilt of is soms afwezig.

### Kop
De kop van de ringnekslang is niet duidelijk van het lichaam afgetekend en is vaak iets donkerder dan de rest van het lichaam. De kopschubben zijn glad, de paritaalschubben aan de achterzijde van de kop zijn relatief groot. De labiale schubben (aan de lip) zijn lichter van kleur dan de buikzijde. De ogen zijn bruin en de pupil is rond van vorm.
De ringnekslang heeft vergrote, maar niet-gegroefde giftanden die aan de achterzijde van de bovenkaak gepositioneerd zijn. Pas als een buitgemaakt dier met de kaken is vastgeklemd maakt de slang kauwende bewegingen om het gif efficiënter in het lichaam van het prooidier te brengen.

### Lichaamskenmerken

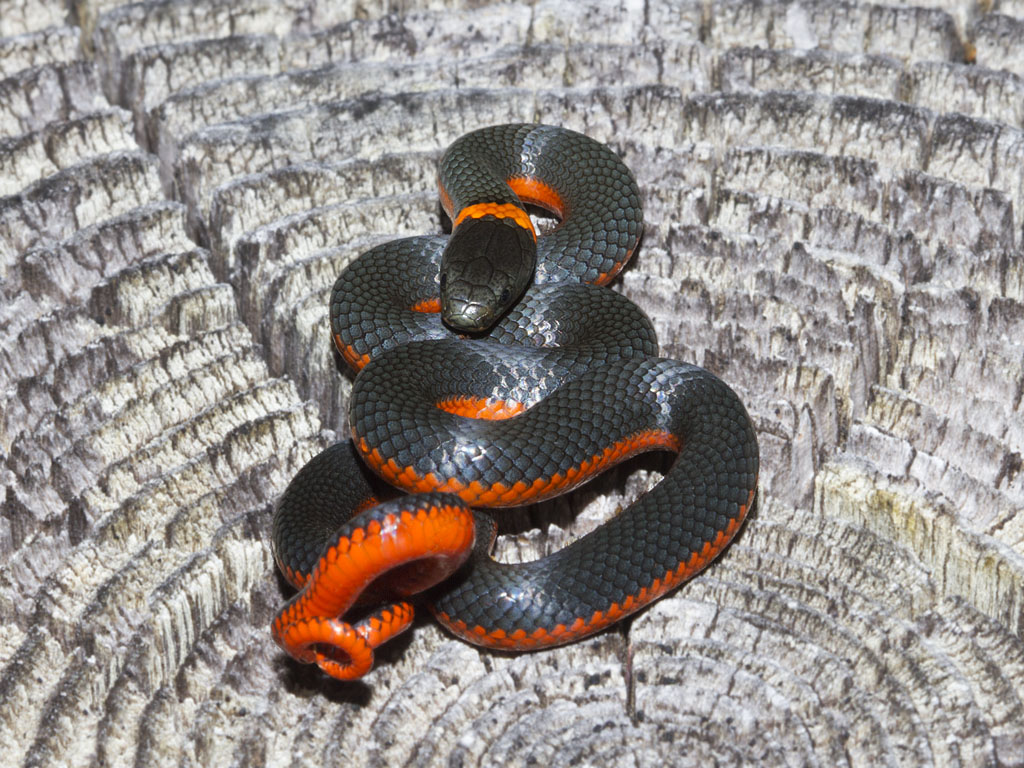
Buik- en rugkleur van de ondersoort Diadophis punctatus occidentalis.

De slang is dun en slank, de schubben zijn glad en niet gekield. De slang bereikt een lichaamslengte van ongeveer 20 tot 75 centimeter, de lengte verschilt enigszins per ondersoort. De wat grotere Diadophis punctatus edwardsii bereikt een gemiddelde lengte van 25 tot 38 centimeter en wordt maximaal 70 cm lang. 
De kleinere Diadophis punctatus arnyi wordt gemiddeld 25 tot 36 cm lang en wordt maximaal 42 cm lang. Dat de eerstgenoemde ondersoort bijna twee keer zo groot is, komt door de drogere streken waarin de slang leeft. Kleinere slangen verliezen meer water, doordat hun lichaamsoppervlak relatief groter is in vergelijking met grotere slangen.

### Lichaamskleur
De lichaamskleur is zeer donkergrijs tot bijna zwart, met variaties die blauwgrijs tot bruin zijn. De bovenzijde van de slang bestaat uit schubbenrijen. De buikzijde is bedekt met één rij schubben, met een felle contrasterende kleur. De onderzijde steekt af door de gele tot oranje kleur die bij de staart vrijwel altijd omslaat naar rood. De kleur van de buikschubben van ondersoorten die in het oosten van het verspreidingsgebied leven is meer geel van kleur, terwijl die van de westelijke ondersoorten neigt naar rood.
De tekening van de buikzijde is eveneens afhankelijk van de ondersoort. De meeste ondersoorten hebben een bepaald patroon, bestaande uit kleine zwarte vlekken op de schubben van de buik. De vlekken kunnen willekeurig verspreid zijn of juist in regelmatige rijen zijn gepositioneerd. De ondersoort Diadophis punctatus edwardsii heeft meestal geen vlekken of slechts hier en daar een zwarte stip op een aantal van de buikschubben. De ondersoort Diadophis punctatus arnyi heeft juist vele kleine zwarte vlekjes op de buikschilden welke een onregelmatig patroon hebben. De ondersoort Diadophis punctatus stictogenys heeft altijd vlekjes die in twee rijen zijn gerangschikt, ieder buikschild heeft twee kleine zwarte vlekjes. De ondersoort Diadophis punctatus punctatus ten slotte heeft op ieder buikschild een grote, halve bolvormige zwarte vlek op het midden van ieder buikschild.

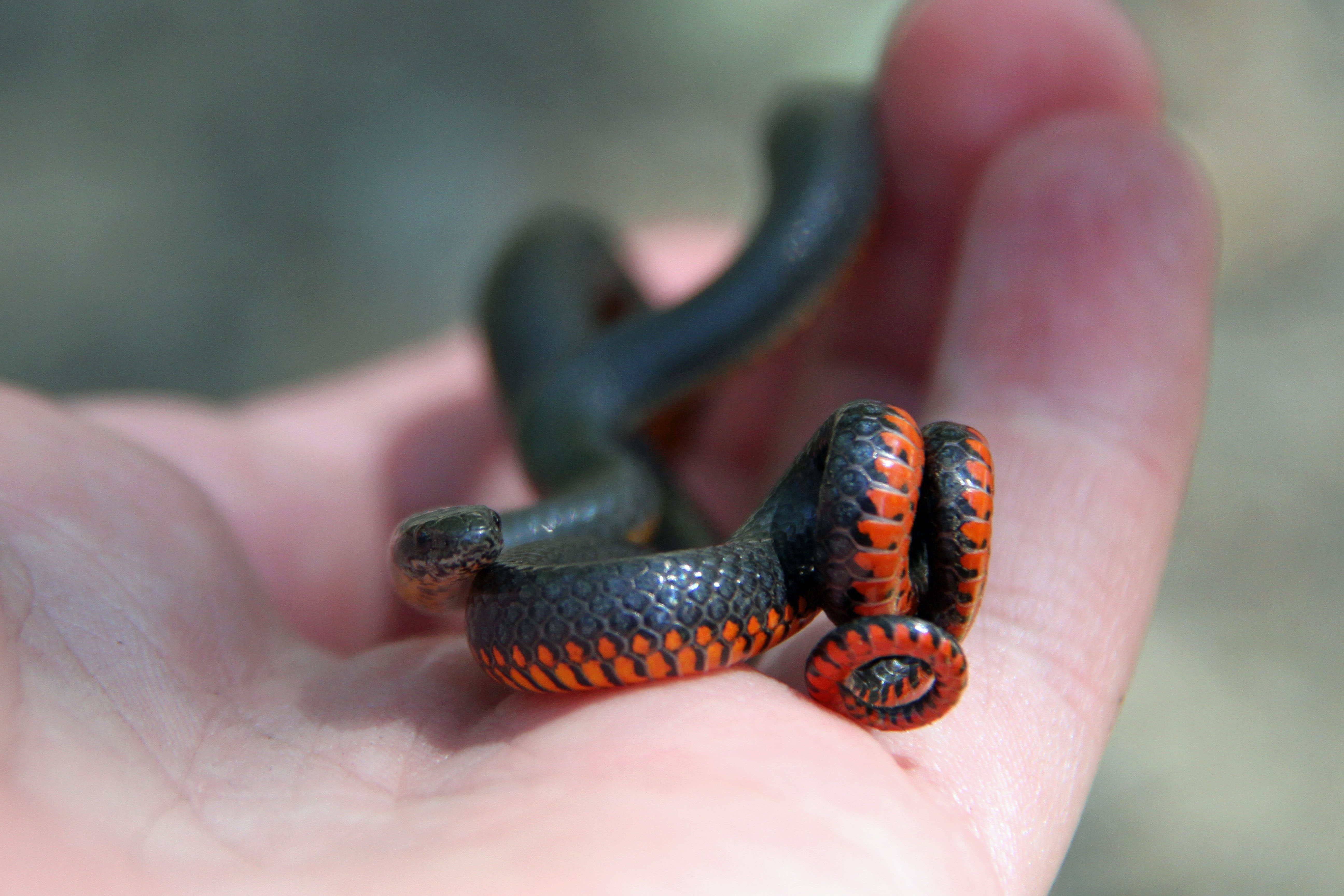
Ondersoort Diadophis punctatus amabilis uit Californië, VS toont de gekrulde staart die gebruikt wordt in de verdediging.

De ringnekslang dankt zijn naam aan een oranjerode dunne halsband vlak achter de kop die zwart omzoomd is. Deze ring-achtige halsband kan ook onderbroken zijn of zelfs geheel ontbreken. Ook de vorm van de ring verschilt per ondersoort. De ondersoorten Diadophis punctatus acricus en Diadophis punctatus regalis hebben bijvoorbeeld slechts sporen van een ring of nooit een ring achter de kop. De ondersoort Diadophis punctatus punctatus heeft een aan de bovenzijde onderbroken ring en de ondersoort Diadophis punctatus edwardsii heeft altijd een ononderbroken ring achter de kop. Door de ring achter de kop zijn ringnekslangen te verwarren met jonge slangen uit het geslacht Storeria. Deze hebben echter gekielde schubben, met een opstaande rand op het midden, waaraan ze te onderscheiden zijn.
De jongere dieren kunnen een afwijkende kleur en tekening hebben; veel exemplaren die behoren tot de ondersoort Diadophis punctatus edwardsii hebben een zwarte kleur aan de bovenzijde van het lichaam en een witte kleur aan de buik en onderzijde van de staart.

### Staart
Het achterste deel van het lichaam bestaat uit de staart; deze is aan de bovenzijde moeilijk te onderscheiden van de rest van het lichaam. Aan de buikzijde is de grens tussen het lichaam en de staart gemakkelijk af te lezen aan de positie van de cloaca. De cloaca is deels bedekt door de anale schub. Bij veel slangen bestaat deze zogenaamde anale schub uit een enkele, ongepaarde schub. De ringnekslang heeft echter een gepaarde anaalschub die bestaat uit twee delen.
De staart heeft aan de onderzijde meerdere schubbenrijen en niet een enkele rij zoals op de buik. Het aantal rijen staartschubben kan verschillen per ondersoort. De oostelijke exemplaren hebben vijftien schubbenrijen, de westelijke populaties hebben er zeventien.

## Levenswijze

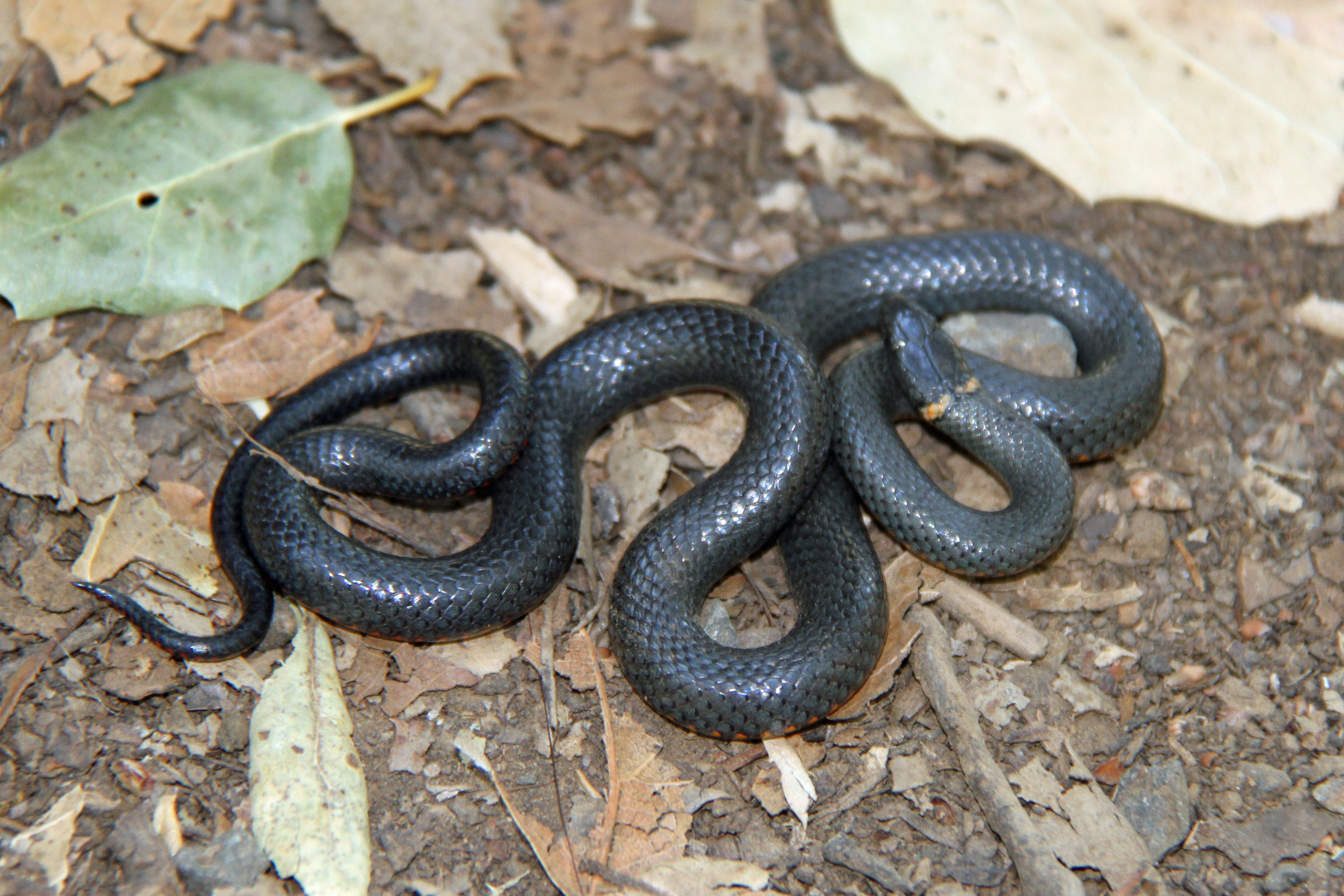
De ringnekslang is een bodembewoner, afgebeeld is Diadophis punctatus amabilis uit Californië.

De ringnekslang leidt een verborgen bestaan onder stenen, houtblokken en andere objecten. De slang foerageert op bewolkte dagen, als het schemert en 's nachts. Bij verstoring kronkelt de slang zijn lichaam in lussen en de staart wordt gekruld, waarbij de felrode kleuren aan de onderzijde worden getoond als waarschuwing. Ook wordt een stinkend secreet afgescheiden uit klieren van de kop.
De ringnekslang leeft solitair en is zeer tolerant tegenover soortgenoten. Van de slang is bekend dat meerdere exemplaren dezelfde schuilplaatsen opzoeken, zodat de soort in grote groepen kan worden aangetroffen. Het komt voor dat vrouwtjes eitjes leggen in een gemeenschappelijk nest.
Bij een onderzoek naar de aanwezigheid van de slangen op een terrein waar tinnen golfplaten waren gedumpt, bleken onder 24 plaatdelen 279 ringnekslangen te liggen. Bij een proefopstelling, waarbij veertig exemplaren werden losgelaten in een gebied met twaalf exact dezelfde tinnen platen, bleek dat de dieren elkaar hadden opgezocht. De ringnekslangen hadden zich verzameld onder vier van de platen en onder acht van de platen was geen enkel exemplaar te vinden. De slangen kunnen weliswaar in groepjes worden aangetroffen, maar zijn niet aan te merken als in groepen of kolonies levende dieren.

### Voedsel
De ringnekslang leeft van andere dieren en is een carnivoor. De jonge dieren eten kleinere prooien dan de volwassen exemplaren. Op het menu staan zowel gewervelde als ongewervelde dieren. Voorbeelden van gewervelde prooien zijn salamanders, kikkervisjes, kleine kikkers, kleine slangen en hagedissen. Daarnaast worden wel dieren als slakken, insecten en regenwormen gegeten.
Prooidieren worden omstrengeld om ze te fixeren, maar worden niet gewurgd. De ringnekslang verlamt zijn prooi met een mild gif, het secreet bestaat uit een vloeistof die de prooi immobiliseert. Omdat de giftanden kort zijn en achter in de bek zijn gelegen, kan de ringnekslang bij een beet geen gif injecteren. Een buitgemaakt prooidier komt pas in aanraking met de giftanden als deze al in de bek zit. In vergelijking met andere slangen neemt de ringnekslang relatief weinig voedsel op.
De ringnekslang kan slangen doorslikken die langer zijn dan het dier zelf. Een opgegeten slang wordt letterlijk opgevouwen in de maag. Dit is ook bekend van andere slangen die slangen eten, zoals de koningsslangen. Bij de ringnekslang komt voor zover bekend geen kannibalisme voor, ook niet in streken waar zowel grotere als kleinere ondersoorten voorkomen.
Van de ondersoort Diadophis punctatus regalis is bekend dat voornamelijk andere slangen worden gegeten. Deze vorm wordt duidelijk groter dan de andere ondersoorten, wat waarschijnlijk deels de voedselkeuze verklaart. Deze ondersoort leeft in wat drogere gebieden, waar weinig andere prooidieren zoals kikkers en regenwormen voorkomen. De ondersoort Diadophis punctatus edwardsii heeft voornamelijk de roodrugsalamander (Plethodon cinereus) op het menu staan.

### Vijanden en verdediging

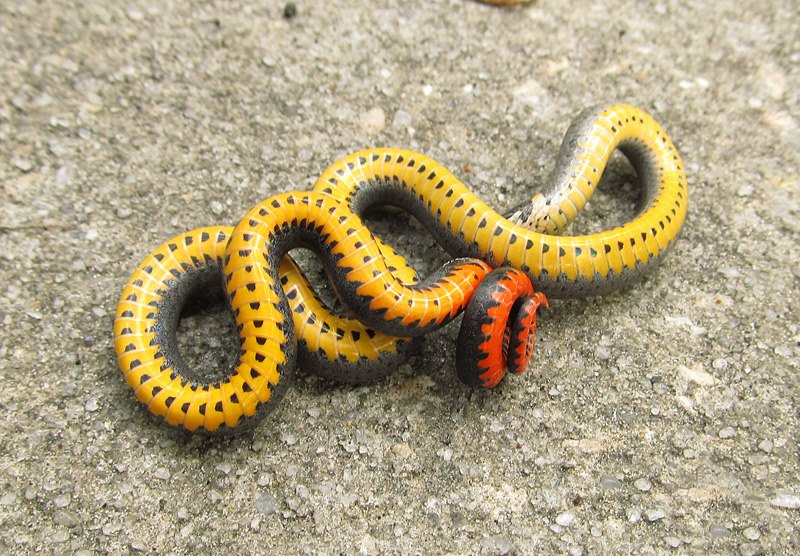
Verdedigingshouding D. p. modestus waarbij de slang zich dood houdt.

De belangrijkste vijanden van de ringnekslang zijn andere slangen, zoals koraalslangen (Micrurus), koningsslangen (Lampropeltis) en soorten toornslangen uit het geslacht Coluber. Andere dieren die op de slang jagen zijn rovende zoogdieren zoals opossums, wilde varkens, spitsmuizen, stinkdieren en gordeldieren. Daarnaast vallen de slangen ten prooi aan rovende vogels zoals uilen en aan grotere kikkers zoals de Amerikaanse stierkikker.
De juveniele dieren zijn kwetsbaarder en kunnen ook worden gegeten door rovende geleedpotigen zoals duizendpoten en grote spinnen.
Als de ringnekslang wordt aangevallen wordt een passieve vorm van verdediging toegepast, de slang zal niet sissen of proberen te bijten. De slang toont de felrode onderzijde van de staart die tevens als een kurkentrekker wordt opgerold. Dit dient om vijanden af te leiden. Deze vorm van verdediging wordt schrikkleur genoemd. Het tonen van de felrode staart is een zeer opmerkelijk gezicht; het gedrag komt echter niet bij alle ondersoorten voor. Exemplaren in het oosten van het areaal hebben een gele buik en staart en krullen de staartpunt niet. Uit onderzoek blijkt dat in gebieden waar de struikgaai voorkomt de slangen het afweergedrag niet vertonen. Dit voorkomt dat ze worden ontdekt en opgegeten door vogels.
De ringnekslang kan daarnaast uit klieren een smerig ruikende stof afscheiden om vijanden af te weren. Bij veel slangen wordt de stof door de anaalklieren uitgescheiden; de ringnekslang heeft klieren in de mondhoeken waaruit een muskusachtige vloeistof wordt verspreid.
De ringnekslang kent een verdedigingshouding die schijndood wordt genoemd en waarbij de slang zich op de rug keert en de buikzijde toont. Dit onnatuurlijke gedrag wordt wel vaker door slangen gebruikt die zich een tijdje 'dood' houden. Bij de ringnekslang komt de heldere gele tot oranjerode kleur van de buikschubben tevoorschijn. Wat hierbij opvalt zijn de verschillende lussen van het lichaam in deze verdedigingspositie. Het lichaam doet hierbij aan alsof het in de knoop ligt. De kop wordt onder een lichaamslus of onder de staartpunt geborgen ter bescherming.

## Voortplanting en ontwikkeling

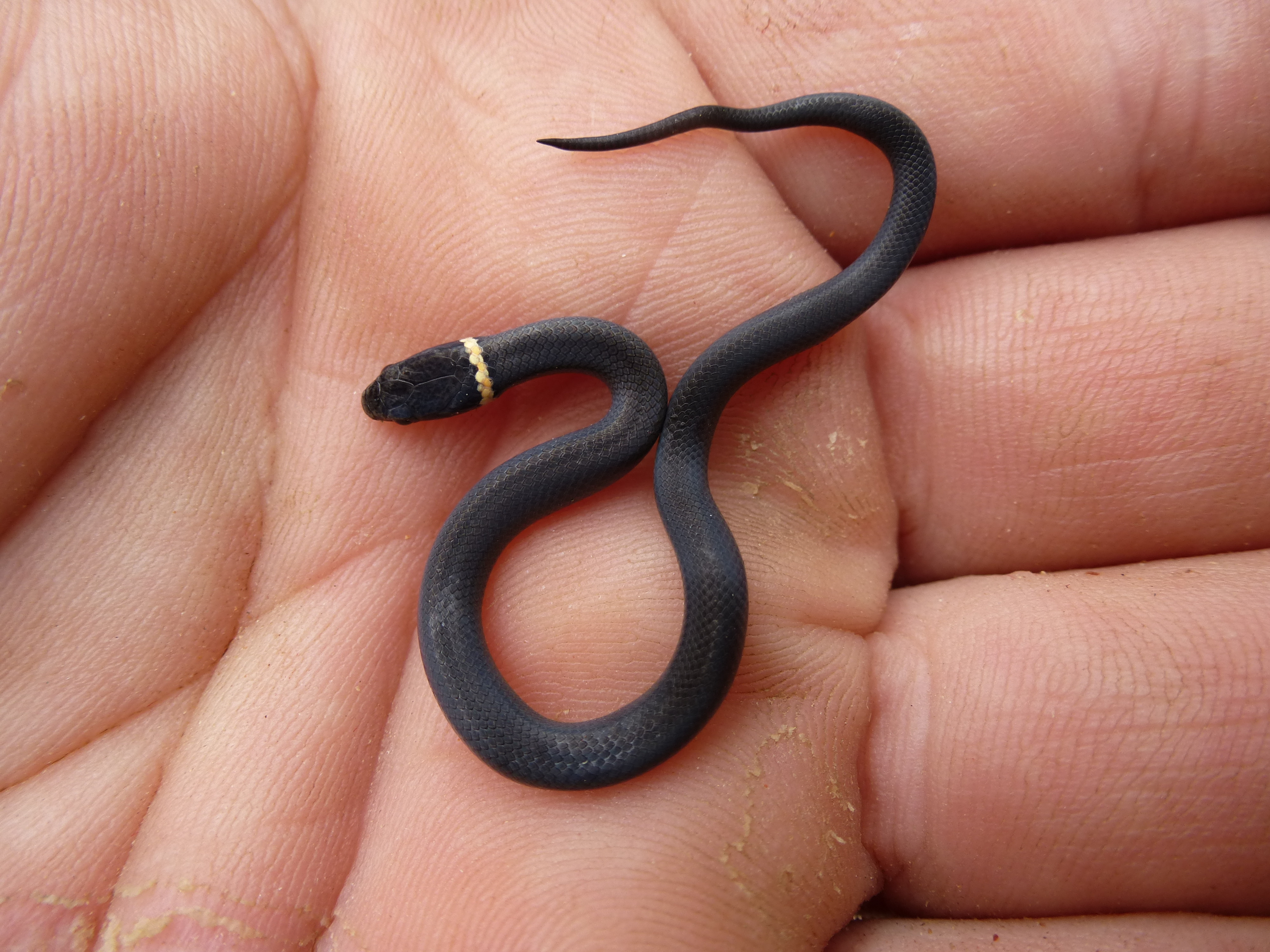
Pasgeboren juvenielen zijn ongeveer tien centimeter lang.

De voortplantingstijd loopt van de lente tot de herfst, de eieren worden meestal in de zomer gelegd. 

### Paring
De vrouwtjes geven feromonen af, die de mannetjes vervolgens opsporen. Ringnekslangen hebben een karakteristieke geur, die niet alleen door de zeer reukgevoelige zintuigen van de slang kunnen worden opgemerkt, maar ook de mens kan deze geur ruiken. De paring is slechts zelden waargenomen. Tijdens de paring bijt het mannetje het vrouwtje in haar nek en kronkelt zijn lichaam rond het vrouwtje als de bevruchting plaatsvindt.

### Eieren
De vrouwtjes leggen ieder jaar een legsel dat meestal bestaat uit twee tot zes eieren, in zeldzame gevallen tot tien. Het ei is ongeveer 2,5 centimeter lang, wit van kleur en langwerpig tot bijna worstachtig van vorm. De kalkachtige schaal is dun en breekbaar. Het embryo is al relatief ver ontwikkeld als het ei wordt gelegd. De eieren worden na het leggen achtergelaten door het vrouwtje, er is geen vorm van broedzorg bekend.

### Juvenielen
Na vier tot zes weken komt het ei uit en verschijnt de juveniele slang. De jongen zijn ongeveer 9 tot 13 centimeter lang, na ongeveer een jaar zijn ze tot 20 centimeter lang. Er worden in de regel meer mannetjes dan vrouwtjes geboren. Bij de meeste slangen zijn de geslachten bij de geboorte even lang, maar worden vrouwtjes uiteindelijk groter dan mannetjes; bij de ringnekslang daarentegen zijn de vrouwtjes al bij de geboorte langer dan mannetjes. Van de jongen overleeft ongeveer een derde het eerste jaar. Een dergelijk overlevingspercentage is zeer hoog in vergelijking met andere reptielen.
De slang doet er ongeveer drie jaar over om volwassen te worden, waarna het dier zich kan voortplanten. Ringnekslangen worden relatief oud en kunnen in het wild een leeftijd van meer dan vijftien jaar bereiken. Van slangen die veel groter worden is bekend dat ze aanmerkelijk korter leven. De kousenbandslangen uit het geslacht Thamnophis bijvoorbeeld, worden veel groter dan 130 centimeter maar leven gemiddeld zeven tot acht jaar.

## Taxonomie en indeling
De ringnekslang behoort tot de familie toornslangachtigen (Colubridae) en de onderfamilie Dipsadinae. Eerder werd de soort nog tot de niet langer erkende familie Dipsadidae gerekend, zodat veel literatuur hier nog naar verwijst. De ringnekslang is niet direct verwant aan andere groepen van slangen binnen de toornslangachtigen en is daarom in het monotypische geslacht Diadophis geplaatst.
De ringnekslang wordt ook wel tot de onderfamilie Xenodontinae gerekend maar dit wordt niet breed erkend. Veel slangen worden ingedeeld op basis van de bouw van hun tanden, maar die van de ringnekslang wijken dusdanig af dat ze niet op de tanden van enige andere slang lijken. De wetenschappelijke naam van de onderfamilie Xenodontinae waartoe de slang behoort, sluit hierop aan en betekent letterlijk vertaald 'vreemdtandigen'.

### Ondersoorten
Er worden tegenwoordig veertien verschillende ondersoorten onderscheiden op basis van lichamelijke kenmerken zoals het aantal en de positie van de schubben op de kop en het aantal schubben op het midden van het lichaam. Daarnaast is ook de vorm van de halsband een belangrijk kenmerk, als deze aanwezig is.
Het aantal ondersoorten is in het verleden regelmatig gewijzigd. In 1845 publiceerde Charles Émile Blanchard een lijst van vijf ondersoorten. Het aantal ondersoorten is hierna gestaag toegenomen als gevolg van meer vondsten van andere variaties en vernieuwde inzichten. De op de lijst van Blanchard voorkomende ondersoort Diadophis punctatus docilis werd enige tijd niet meer als ondersoort erkend.
De exemplaren van de ringnekslang op de eilanden Isla Todos Santos voor de kust van Baja California werden als een aparte soort beschreven; Diadophis anthonyi. De ringnekslangen op deze eilanden hebben een dikker lichaam en een minder goed zichtbare nekring. Later werden deze populaties als een ondersoort beschouwd (Diadophis punctatus anthonyi). Tegenwoordig wordt de status als aparte soort of ondersoort echter niet meer erkend. Ook de ondersoort Diadophis punctatus texensis werd oorspronkelijk als aparte soort voorgesteld en later als ondersoort benoemd, maar deze ondersoort wordt niet langer erkend. Dergelijke 'verworpen' ondersoorten worden in de literatuur echter nog steeds vermeld.
In de onderstaande tabel worden de moderne ondersoorten weergegeven, de vroegere ondersoorten zijn niet opgenomen. In de tabel zijn de wetenschappelijke naam, het verspreidingsgebied, de lichaamslengte en de belangrijkste lichaamskenmerken opgenomen.
| Ondersoorten van de ringnekslang      | Ondersoorten van de ringnekslang                                               | Ondersoorten van de ringnekslang | Ondersoorten van de ringnekslang                                                                                             |
| Naam                                  | Verspreiding                                                                   | Lengte                           | Kenmerken |
| ------------------------------------- | ------------------------------------------------------------------------------ | -------------------------------- | --- |
| D. p. acricus Paulson, 1966           | Verenigde Staten: Florida                                                      | 15 cm                            | Geen of vage halsband, oranje buik en staart, enkele rij brede vlekken.                                                      |
| D. p. amabilis Baird & Girard, 1853   | Mexico: Baja California                                                        | 15–50 cm                         | Geelbruin tot groengrijs, halsband smal en onderbroken, buik oranje met enkele zwarte vlekjes.                               |
| D. p. arnyi Kennicott, 1859           | Verenigde Staten: Arkansas, Kansas, Oklahoma, Texas en Wisconsin               | 17–50 cm                         | Grijs met een oranje buikkleur, op de buikschubben zijn zwarte, halvemaanvormige vlekken aanwezig.                           |
| D. p. docilis Baird & Girard, 1853    | Verenigde Staten: Texas                                                        | ?                                | ? |
| D. p. dugesii Villada, 1875           | Mexico federaal district: Guanajuato, Nayarit en Veracruz                      | ± 34 cm                          | Onregelmatige zwarte vlekjes aan de buikzijde, onderzijde buik oranje.                                                       |
| D. p. edwardsii Merrem, 1820          | Oostelijk Noord-Amerika, van de Verenigde Staten tot Canada                    | 25–38 cm                         | Grijze bovenzijde en gele buik en staart.                                                                                    |
| D. p. modestus Bocourt, 1866          | Verenigde Staten: Californië                                                   | 21–52 cm                         | Grijs tot bruin, buikzijde oranjerood en rood aan de staart, vele vlekjes aanwezig, smalle halsband.                         |
| D. p. occidentalis Blanchard, 1923    | Verenigde Staten: South Carolina                                               | 20–60 cm                         | Rode buik en staart, kleine zwarte vlekken op de buik, halsband breed en ononderbroken.                                      |
| D. p. pulchellus Baird & Girard, 1853 | Verenigde Staten: Californië                                                   | 20–50 cm                         | Oranje buik met rode staart, dikke, ononderbroken nekband, weinig tot geen zwarte vlekjes op de buik.                        |
| D. p. punctatus Linnaeus, 1766        | Verenigde Staten: Florida, Georgia, North Carolina, South Carolina en Virginia | 17–45 cm                         | Onderbroken halsband, oranje buik en rode onderzijde van de staart, een enkele rij zwarte vlekken op het midden van de buik. |
| D. p. regalis Baird & Girard, 1853    | Verenigde Staten: Texas en New Mexico Mexico: Sonora                           | 30–75 cm                         | Lichtgele buik en afstekende rode staartonderzijde, zwarte vlekken aan de buik, halsband ontbreekt altijd.                   |
| D. p. similis Blanchard, 1923         | Verenigde Staten: Californië                                                   | 27–50 cm                         | Oranje buik en rode staart, buikzijde voorzien van onregelmatige zwarte vlekjes, halsband dun zwart omzoomd.                 |
| D. p. stictogenys Cope, 1860          | Verenigde Staten: Arkansas, Illinois en Texas                                  | 20–50 cm                         | Buikzijde geel, oranje staartonderzijde, dubbele rij zwarte halemaanvormige vlekken op buik, halsband onderbroken.           |
| D. p. vandenburgii Blanchard, 1923    | Verenigde Staten: Californië                                                   | 17–50 cm                         | Ononderbroken halsband, de buik is oranje en de onderzijde van de staart is rood, onregelmatige zwarte vlekjes op de buik.   |